# Tweede Kamerverkiezingen 1994/Kandidatenlijst/Solidair '93
De kandidatenlijst voor de Tweede Kamerverkiezingen 1994 van Solidair '93 was als volgt:

## De lijst
1. Jaap van de Scheur - 6.912 stemmen
2. Willem Hoekert - 111
3. Geert Portman - 56
4. Günay Balaban - 84
5. Roos Kluit-Abbink - 70
6. Allard Tamsma - 32
7. Han Caron - 30
8. Rita Kluppel - 29
9. Caroline Christiaans - 71
10. Vera de Graaf - 51
11. Dirk Schouten - 18
12. Tony Bontenbal - 23
13. Simon Hak - 22
14. Cor de Bruin - 37
15. Gerard Scheeringa - 15
16. Loek Oudijk - 13
17. Bas Diepstraten - 29
18. Frans Renckens - 67
19. Ad Cools - 245

CDA · PvdA · VVD · D66 · GroenLinks · SGP · GPV · RPF · Centrumdemocraten · De Nieuwe Partij · PSP'92 · SP · SAP · Natuurwetpartij · PMR · Unie 55+ · SBP · AOV · CP'86 · Libertarische Partij · De Groenen · Vrije Indische Partij · NCPN · ADP · Solidair '93 · Patriottisch Democratisch Appèl